# Péter Ács

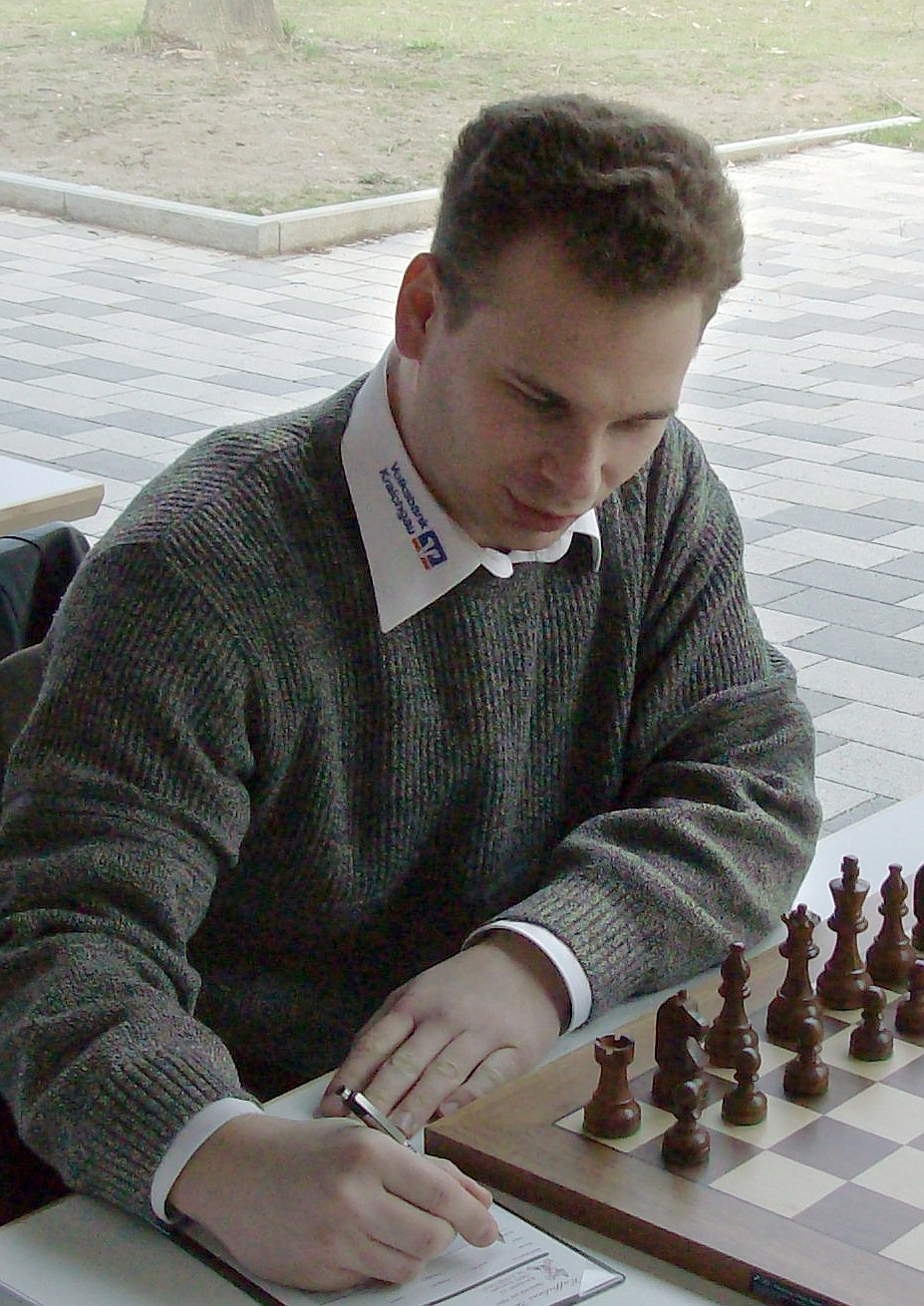
Péter Ács

Péter Ács (10 mei 1985) is een Hongaars schaker. Hij werd in 1997 Internationaal Meester en is sinds 1998 een grootmeester. 
In 2001 won hij het Wereldkampioenschap schaken voor junioren. In 2002 won Ács de kroongroep van het Schaaktoernooi Hoogeveen, voor Alexander Khalifman, Judit Polgár, and Loek van Wely. Hij vertegenwoordigde Hongarije bij de Schaakolympiades van 2000, 2002 en 2004. Van 12 t/m 22 juni 2005 speelde hij mee in het derde György Marx-grootmeestertoernooi, dat in Paks (Hongarije) gehouden werd. Ács eindigde met 3,5 uit 10 ronden op de zesde plaats. De Hongaarse grootmeester Zoltán Almási won het toernooi.
Zijn beste resultaten zijn: derde op het Wereldkampioenschap Schaken voor junioren in de categorie tot 16 jaar, eerste op het First Saturday toernooi in Boedapest in 1997; eerste bij First Saturday in Boedapest 1998; eerste bij Boedapest 1999; winnaar van het Essent-toernooi in 2002; tweede in Pardubice in 2002; eerste bij het György Marx Memorial in Paks in 2007.